# ワルクールの戦い
ワルクールの戦い（英語: Battle of Walcourt）は、大同盟戦争における戦闘の1つで、1689年8月25日に現在のベルギー・ワロン地域ナミュール州フィリップヴィル行政区の都市ワルクールでオランダ・イングランド同盟軍とフランス軍が衝突した。

## 経過
フランスに対抗するアウクスブルク同盟のメンバーであるイングランド王兼オランダ総督ウィリアム3世はフランス王ルイ14世の画策でアイルランドに上陸したジャコバイトへの対応に追われていたため（ウィリアマイト戦争）、ヨーロッパ大陸で神聖ローマ帝国・スペイン領ネーデルラントへ侵略したフランス軍には現地の帝国諸侯とオランダ軍が迎え撃つことになった。
ネーデルラントでは開始した1688年に本格的な戦闘は無かったが、1689年にイングランドからマールバラ伯ジョン・チャーチル率いる援軍がオランダ軍と合流すると、オランダ軍司令官のヴァルデック侯ゲオルク・フリードリヒはフランス軍攻撃に動いた。イングランド軍の装備の質・士気の低さを見かねたマールバラ伯が訓練を徹底させたため行軍開始は6月にずれこんだが、オランダ・イングランド同盟軍は2ヶ月をかけて行軍、8月24日にサンブル川を渡りワルクールに到着、フランス軍も近くで駐屯して迎撃を図った。
翌25日、食糧徴発でワルクールから南の田園地帯に送り出された同盟軍のホッジス大佐の連隊が収穫を始めた。これを見たフランス軍司令官のユミエール公ルイ・ド・クルヴァンは直ちに連隊に襲い掛かり、同盟軍も戦闘準備に取り掛かった。だが、ホッジスは後退しながらも2時間に渡り抵抗、フランス軍を簡単に寄せ付けず撤退を援護、11時にマールバラ伯はホッジスにワルクール北東の陣地に戻るよう命令、ホッジスは無事に陣へ帰り着いた。
緒戦の攻撃に失敗したユミエールはワルクールの攻撃に向かったが、ワルクールが西から北にかけて川に覆われていたため包囲場所が狭く、銃撃戦でフランス軍は多数の死傷者を出した。ユミエールは意地になって攻撃を続けたが、18時になりフランス軍の疲労がたまると郊外の同盟軍がフランス軍を襲撃、左からマールバラ伯、右からオランダの将軍スランゲンベルグ卿が迂回してフランス軍に突撃した。フランス軍は混乱したが騎兵隊長ヴィラールが撤退を援護したためユミエールは戦場から離脱、フランス軍も戦場から撤退した。同盟軍の損害は100人から300人、フランス軍の損害は600人から2000人であった。
ネーデルラント戦線は戦後も進展が見られなかったが、ウィリアム3世はマールバラ伯の働きを称賛してイングランド軍総司令官に任命した。一方、フランス軍司令官はユミエールからリュクサンブール公フランソワ・アンリ・ド・モンモランシーに交代、1690年にネーデルラント戦線に到着したリュクサンブールはヴァルデックを牽制しながら行軍、両軍はサンブル川北岸で衝突した（フルーリュスの戦い）。

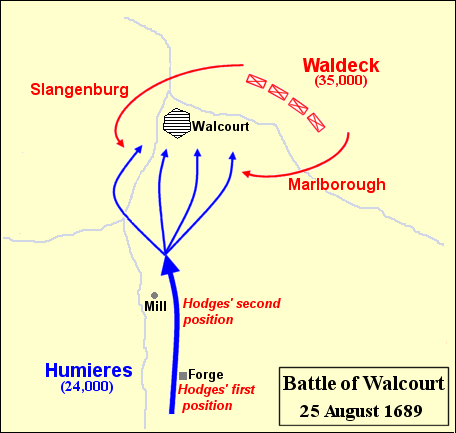
戦闘図